# 지식인

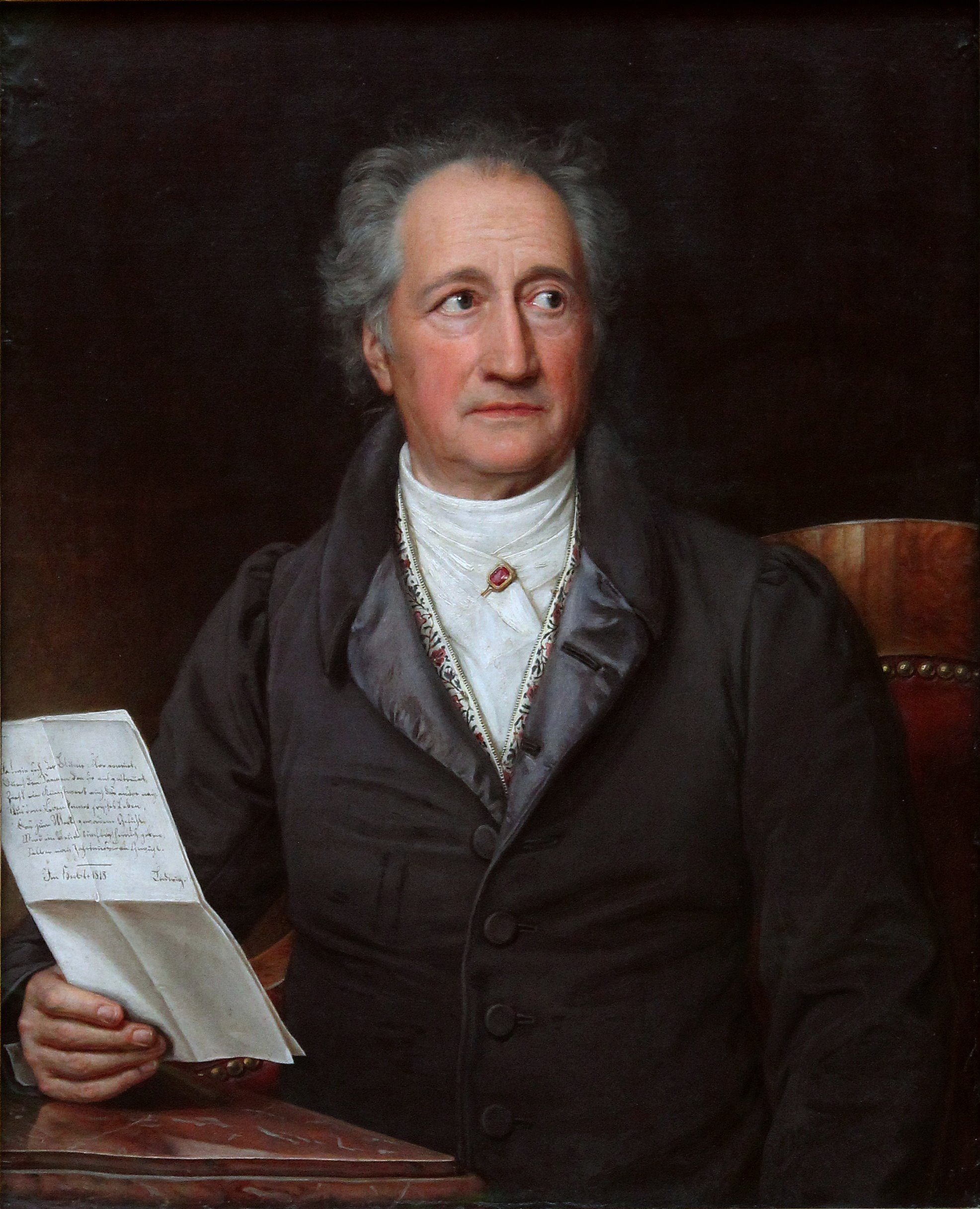

지식인(知識人)은 다양한 개념에 대한 연구, 노동, 질문 및 응답을 하려고 애쓰는 사람들을 말한다. 또한 교육을 받아 지적 노동에 종사하고 있는 사람들 그리고 인텔리겐치아라고도 부르는 지식 계급에 속해 있는 사람들도 지식인이라고 부른다.
지식인을 뜻하는 단어인 '인텔렉추얼 (Intellectual)'이라는 용어는 19세기 조지 고든 바이런에 의해 처음 사용되었다.

## 지식인의 의무
사르트르가 제시하는 지식인들의 의무는 다음과 같다.
1. 대중계급 내에서 영원히 되풀이되어 나타날 이데올로기와 싸운다. 지식인은 모든 이데올로기를 폐기하는 데에 힘써야 한다.
2. 지배계급에 의해 주어진 자본으로써의 지식을 민중문화를 고양시키기 위해 사용한다.
3. 혜택받지 못한 계급 안에서 실용지식 전문가가 배출되도록 하여, 그들이 스스로의 계급과 유기적 지식인이 될 수 있도록 힘써야 한다.
4. 지식인 고유의 목적(지식의 보편성, 사상의 자유, 진리)을 되찾아 인간의 미래를 전망해 보아야 한다.
5. 눈앞의 당면 과제를 넘어서 궁극적으로 성취해야 할 목표를 보여줌으로써 진행 중의 행동을 근본적인 것으로 만들어야 한다.
6. 모든 권력에 대항하여 대중이 추구하는 역사적 목표의 수호자가 되어야 한다.

## 같이 보기
- 지적 재산
- 인텔리겐치아 (지식 계급)
- 신지식인
- 학자